# Scarpone

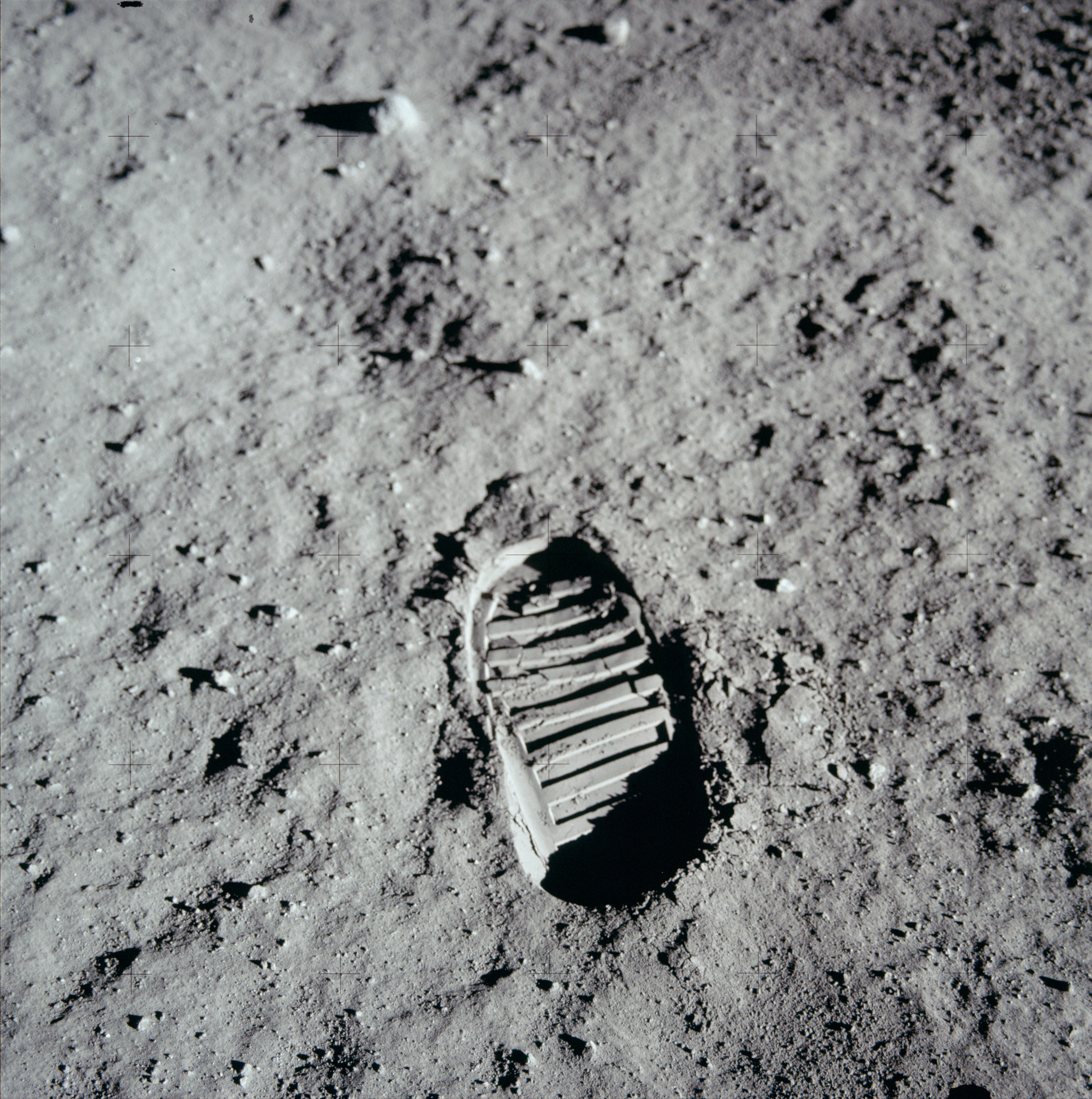
Impronta di scarpone sul suolo lunare

Uno scarpone è una calzatura robusta ed elaborata che mira a rendere la camminata relativamente agevole anche su terreni particolarmente difficili.
Sono oggetti appartenenti all'equipaggiamento alpinistico e militare ma, più in generale, tipi specifici di scarponi sono stati realizzati per affrontare vari ambienti inospitali quali, ad esempio, il deserto, la giungla e perfino lo spazio.

## Tipi di scarponi
Gli scarponi in cuoio sono calzature versatili perché vengono utilizzate sia per camminare sia per scalare. Ce ne sono varianti maggiormente specializzate.

### Pedule

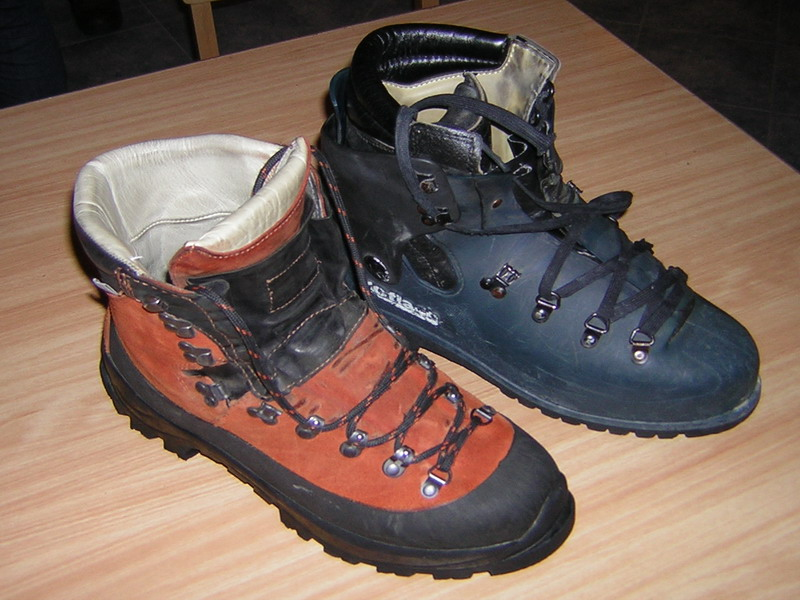
Esempi di scarponi

Le pedule sono scarponcini leggeri molto confortevoli. Normalmente sono adatte ad escursioni brevi su terreni non accidentati.
Le moderne pedule hanno la tomaia in tessuto con inserti in cuoio o in pelle scamosciata e sono dotate di uno strato intermedio in gore-tex, una membranella di moderna elaborazione (1978), microforata in maniera da consentire la fuoriuscita di umidità dall'interno (traspirazione) ma non l'ingresso di gocce d'acqua dall'esterno.
Le pedule sono adatte anche come calzature di ricambio, da alternare a lunghi periodi di marcia con scarponi pesanti. Come tutti i tipi di calzature da montagna, devono essere alte e fornite di una buona suola.

### Scarponi generici

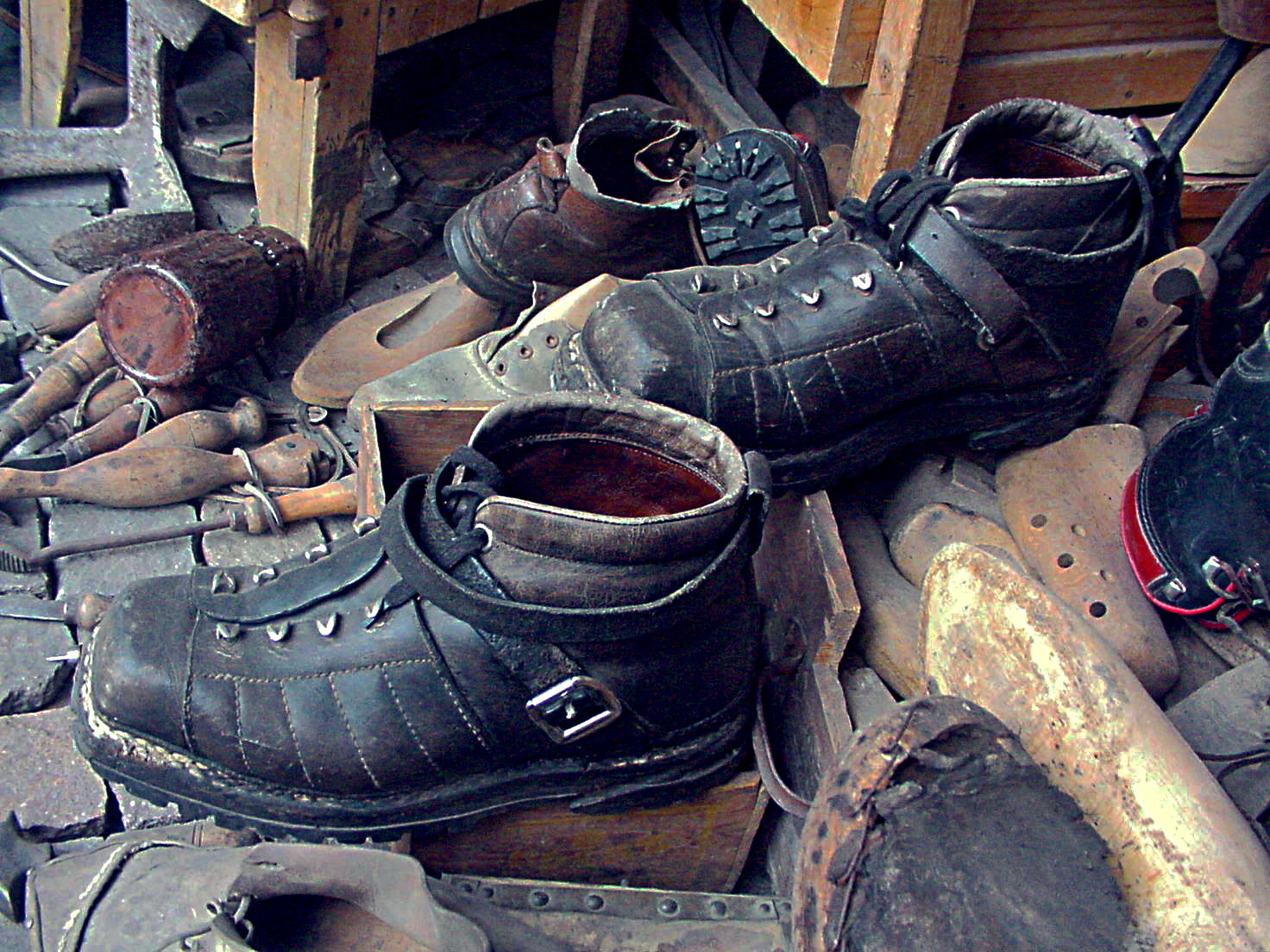
Esemplari di scarponi italiani in cuoio cuciti della prima metà del XX secolo

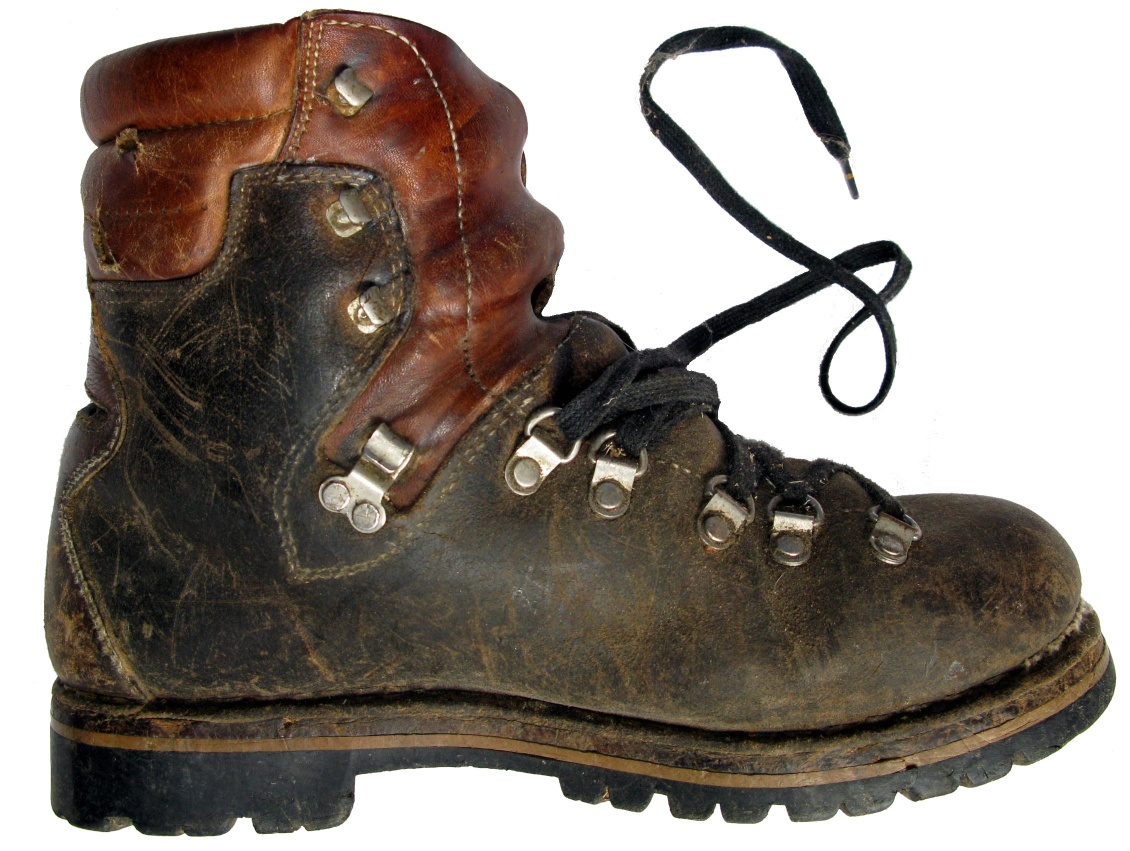
Scarpa in pelle Classic

Gli scarponi propriamente detti sono calzature in cuoio molto robuste, che proteggono il piede. Ve ne sono tipi moderni, con la tomaia incollata alla suola, ma nel tradizionale scarpone da montagna la tomaia è unita alla suola tramite una cucitura. La calzatura è, nel suo insieme, molto rigida, in modo da sostenere il piede anche col solo appoggio della punta (progressione su pendii elevati o su vie alpinistiche).
Gli scarponi sono alti per poter fasciare e proteggere la caviglia e hanno la suola scolpita per consentire di affrontare con una certa sicurezza terreni accidentati (ghiaioni incoerenti, pietraie, rocce bagnate ecc.). Le mescole moderne sono specificamente studiate per garantire aderenza anche in condizioni impegnative.
I modelli che presentano due inviti, uno sulla punta ed uno sul tacco, per consentire l'allaccio dei ramponi ad attacco rapido, sono detti ramponabili.

### Scarponi da ghiaccio
Sono calzature costituite da uno scafo esterno in plastica rigida, con battistrada profondamente inciso, ed una scarpetta interna simile ad una pedula (ma non adatta alla progressione).
Sono tutti ramponabili. La doppia scarpa protegge il piede dal gelo in maniera molto più efficace di quanto potrebbe fare una scarpa singola (anche pesantemente imbottita). Inoltre la scarpetta interna garantisce una certa dose di comfort.
Gli alpinisti nei campi alti, in condizioni estreme, spesso devono scongelare gli scafi sul fornelletto da tenda per poterli calzare.
Nel maggio 1996 Chen Yu Nan, un componente di una spedizione taiwanese all'Everest, morì in seguito ai postumi di una caduta in un crepaccio causata da uno spostamento notturno, con le sole scarpette, sul ghiacciaio.

### Scarponcini da deserto
Sono calzature in pelle scamosciata con suola spessa per isolare il piede dal suolo rovente.
Vanno calzati piuttosto larghi, per favorire lo scambio termico. Impiegano molto tempo ad asciugare.

### Scarponcini da giungla
Sono stivaletti alti con la suola in gomma e con la tomaia in tessuto per asciugare velocemente.
Sono calzature adatte alla locomozione in luoghi paludosi o umidi e nel sottobosco bagnato.

### Altri tipi di scarponi
Gli anfibi sono scarponcini impermeabilizzati, tradizionalmente di colore nero. Vengono largamente utilizzati in ambito militare e dalle polizie, alcuni modelli sono adatti al trekking.
Le calzature anti-infortunistiche sono simili agli anfibi ma con caratteristiche che mirano ad aumentare la sicurezza nei lavori pesanti. Sono rinforzate con una punta di acciaio interna alla tomaia e presentano inserti in materiale elastico che consentono una rapida espulsione del piede in caso di emergenza (p.es. caduta di lastra sulla scarpa).
Gli scarponi da sci sono alti stivali in plastica rigida con ganci di blocco ed incavi che, attraverso appositi attacchi, servono per fissare gli scarponi agli sci. Gli scarponi da snowboard sono simili a quelli da sci ma presentano alcune variazioni dovute al particolare tipo di tavola usato per sciare.
Gli stivali impermeabili in gomma non sono adatti alla locomozione poiché trattengono il calore corporeo e fanno sudare i piedi.

## Uso e manutenzione
Gli scarponi in cuoio vanno unti con grasso, principalmente per fini di impermeabilizzazione. Un tempo si usava grasso di foca o di altri mammiferi ma i cruenti eccidi di questi animali hanno sensibilizzato i governi spingendoli ad interdire l'uso di questi derivati. Oggi si utilizza grasso di produzione sintetica. È anche possibile utilizzare spray al silicone che rende il cuoio resistente ai tagli anche se è irrigidito dal gelo.
Gli scarponi, comunque, non devono essere trattati con eccessiva frequenza, altrimenti potrebbero ammorbidirsi troppo e non sostenere più il piede nella progressione sulle punte.
All'atto dell'acquisto conviene porre molta attenzione al modo in cui il piede viene accolto nello scarpone. Quest'ultimo non deve essere né troppo stretto, perché il piede dopo lungo camminate tende a gonfiarsi e soprattutto per evitare che le dita possano battere sulla punta nelle discese ripide, né eccessivamente largo, per evitare sfregamenti prolungati che causano vesciche. Un criterio per controllare se la misura è corretta è quello di indossare lo scarpone senza allacciarlo quindi far scorrere il piede in avanti fino a toccare l'interno della punta con le dita, la misura corretta deve permettere di infilare un dito della mano dietro al tallone. La sua forma deve fasciare armonicamente il piede, poiché uno scarpone della lunghezza giusta ma largo all'estremità anteriore potrebbe far battere il piede "in punta" durante la discesa.
Gli scarponi nuovi andrebbero indossati in casa per alcune sere prima di compiere la prima (breve) escursione. Comunque è bene portare sempre nello zaino cerotti per calli e vesciche, che sono specificamente ideati per formare uno spessore fra la parte dolorante e la parete interna della calzatura.